# Appartement de Monica
L'appartement de Monica Geller est un lieu central de la sitcom Friends.

## Description
À l'origine loué par la grand-mère de Monica et de Ross Geller (qui le sous-loue illégalement), il s'agit d'un grand appartement avec des murs de couleur parme, deux chambres, une salle de bains, une cuisine ouverte, un grand séjour avec baie vitrée qui donne sur une terrasse (sur les rues de New York) et sur l'appartement du gros tout nu (qui deviendra plus tard l'appartement de Ross). Il est situé juste en face de l'appartement de Chandler et Joey. C'est ici que les six amis passent leur temps libre des matinées et soirées, pendant que le Central Perk est fermé. L'épisode 'Celui qui n'était pas prêt' a été entièrement tourné dans cet appartement. Monica le garde hyperactivement rangé et ordonné, par opposition à l'appartement de Chandler et Joey qui est presque toujours en fouillis. Monica a eu un problème avec les autres qui apportaient de nouveaux meubles et objets dans son appartement sans prendre en compte son avis.
Plusieurs critiques sur la série se demandent comment Monica peut payer son loyer avec le salaire d'un chef de restaurant, bien qu'il ait été expliqué plus tôt que la grand-mère de Monica la laissait vivre dans cet appartement.

## Au fil des épisodes
Monica a d'abord partagé son appartement avec Phoebe Buffay, qui a déménagé (sans le dire à Monica) avant que la série ait commencé réellement, craignant que leur relation ne souffre de l'obsession de la propreté de Monica. Celle-ci, plus tard, a été rejointe par sa meilleure amie du lycée, Rachel Green, dans l'épisode pilote de la série, quand elle s'est sauvée de son mariage et est arrivée en ville. 
Dans la saison quatre, Joey et Chandler ont gagné l'appartement de Monica et Rachel dans un jeu de devinettes conçu par Ross. Cependant, Monica et Rachel ne supportant plus de vivre dans l'appartement des garçons, et en échange d'un baiser de Monica et Rachel pendant une minute, les quatre réintégrèrent leur appartement d'origine.
Par la suite, Monica et Chandler sortiront ensemble. Lorsque leur relation devient plus sérieuse, ils décident d'emménager ensemble et pour leur donner une plus grande intimité, Rachel doit déménager.
Dans la scène finale de la série, les six personnages se tiennent debout dans l'appartement vidé puisque Monica et Chandler préparent leur déménagement pour leur nouvelle maison dans le comté de Westchester. Phoebe songea qu'à un moment ou à un autre, tous les six ont vécu dans l'appartement. (Ross s'exclama que lui n'y avait pas vécu mais Monica précisa qu'il a passé une année vivant là avec sa grand-mère pendant qu'il essayait de commencer une carrière de danseur. Ross soupira en disant qu'ils avaient presque passé dix ans sans le mentionner). D'un autre côté, Joey songea « Est-ce que ces murs ont toujours été mauve ? ». Il ressort également que les six personnages ont tous une clé de l'appartement (même Rachel, en dépit du fait qu'elle était sur le point de déménager, plus tôt, à Paris dans le même épisode).
La scène finale de la série finit avec un plan sur le cadre du tableau doré célèbre qui entoure le judas, et qui est devenu un symbole de la série.